# Dorothy Vaughan
Dorothy Jean Johnson Vaughan (Kansas City, Misuri; 20 de septiembre de 1910-Hampton, Virginia; 10 de noviembre de 2008) fue una matemática e informática afroamericana que trabajó en la NACA (National Advisory Committee for Aeronautics), y la NASA, en el Centro de investigación de Langley de Hampton. En 1949, se convirtió en supervisora en funciones de West Area Computers y fue la primera mujer afroamericana en recibir un ascenso y supervisar a un grupo de personal del centro. Más tarde, fue ascendida oficialmente al puesto de supervisora. Durante sus 28 años de carrera, se preparó para la introducción de los ordenadores a principios de los años 60 aprendiendo por sí misma y enseñando a su personal el lenguaje de programación Fortran. Posteriormente dirigió la sección de programación de la Analysis and Computation Division (ACD) de Langley y trabajó en el proyecto para lanzar satélites al espacio Scout, hasta su retiro de la NASA en 1971.
Es una de las mujeres que aparecen en la historia de Margot Lee Shetterly Hidden Figures: The Story of the African-American Women Who Helped Win the Space Race (2016). Fue adaptada como película biográfica del mismo nombre, también estrenada en 2016. En 2019, recibió la Medalla de Oro del Congreso a título póstumo.

## Biografía

### Primeros años
A los 7 años sus padres, Leonard y Anne Johnson, se mudaron a Morgantown, Virginia Occidental. Dorothy se graduó en la escuela secundaria Beechurst High School en 1925, y en 1929 se recibió de Licenciada en Ciencias Matemáticas en la Universidad Wilberforce.

### Trayectoria

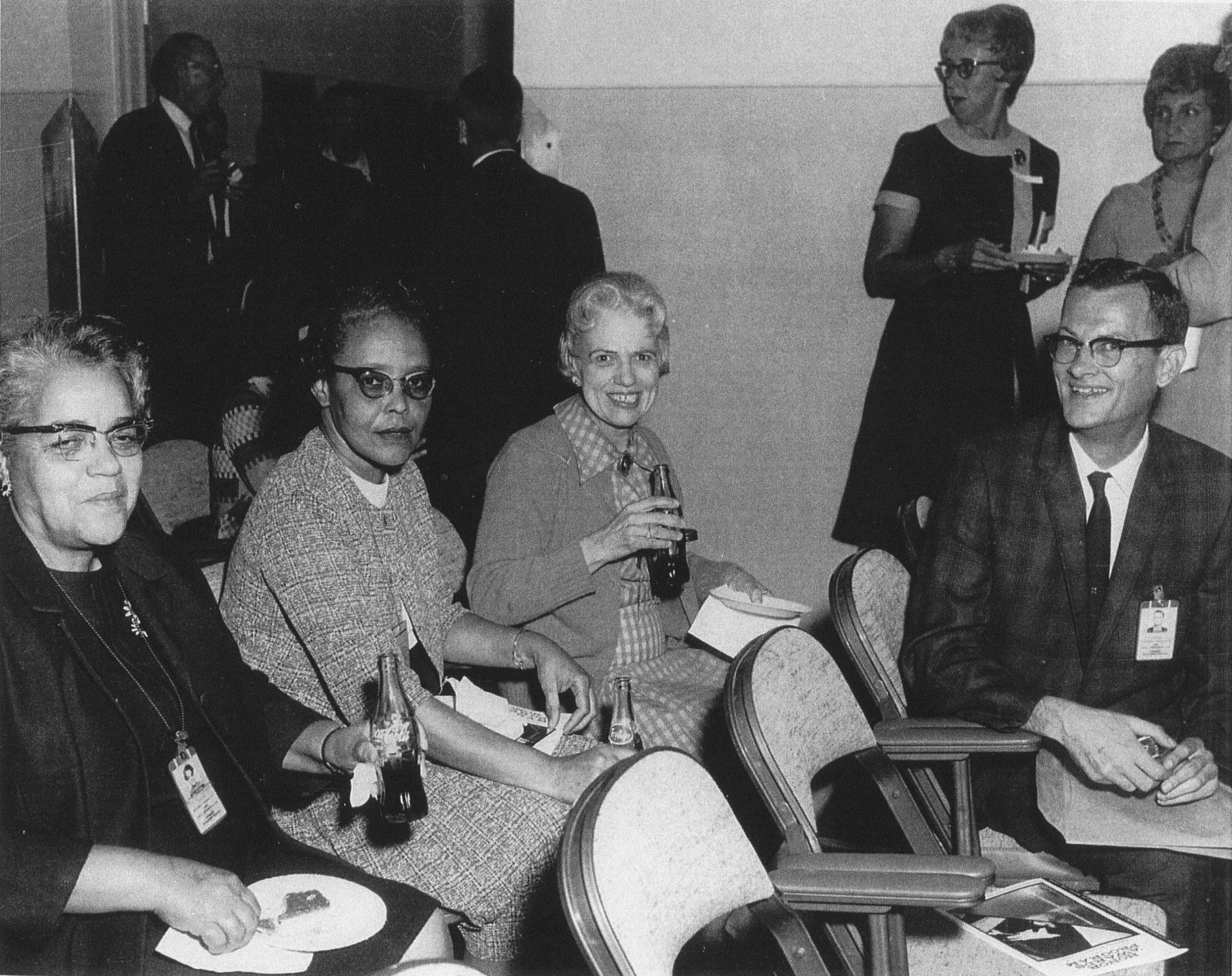
Vaughan con su compañeras calculadoras humanas Lessie Hunter y Vivian Adair. Margaret Ridenhour y Charlotte Craidon están de pie al fondo.

Antes de trabajar en el Langley Research Center de la NASA en 1943 gracias a la Orden Ejecutiva 8802 del Presidente Franklin D. Roosevelt que obligaba a no discriminar por raza o religión para defender la industria, Vaughan fue profesora de matemáticas en la escuela secundaria Moton High School en Farmville (Virginia). Una vez incorporada al centro de investigación, ella estaba convencida de que sería un trabajo temporal sólo hasta el final de la guerra, pero siguió y en 1949 Vaughan se hizo cargo de la dirección de la West Area Computers, un grupo de trabajo segregado compuesto exclusivamente de mujeres afroamericanas, especialistas en matemáticas. Este grupo fue originalmente requerido a utilizar instalaciones separadas para el almuerzo o los baños, de manera que no usaran el mismo que las mujeres blancas. Con el tiempo estas mujeres matemáticas se distinguieron tanto individualmente como en grupo por sus aportes en casi todas las áreas de investigaciones en Langley. A pesar de todo esto, Vaughan intervino en favor de diversas mujeres blancas de otros grupos de computación que ella creía que merecían ascensos o aumentos de sueldo.
Dorothy Vaughan encabezó el grupo West Computing por casi una década hasta que junto a miembros de su grupo se unió la nueva División de Análisis y Computación la cual ya era diversa tanto en razas como en sexos luego de que en 1958 cuando la NACA hizo la transición a NASA, las instalaciones segregadas incluyendo la oficina West Computing, fueron abolidas. Se especializó durante el resto de su carrera en computación y en programación en FORTRAN. Trabajó en la División de Análisis y Computación del Centro de Investigación de Langley, y también participó en las pruebas del proyecto Scout (Solid Controlled Orbital Utility Test system) en la instalaciones de la Wallops Flight Facility.
Durante su trayectoria Vaughan no solo fue una respetada matemática, sino que también fue la primera persona afroamericana en llegar al cargo de mánager en el NACA, y después en la NASA. En su última década en la NASA trabajó mucho con Katherine Johnson y Mary Jackson, quienes trabajaron en su grupo de calculadoras afroamericanas antes de ser transferidas a otras áreas, para trabajar en las ecuaciones para poner en órbita al astronauta John Glenn. Se retiró de la NASA en 1971.
Murió el 10 de noviembre de 2008 con 98 años.

## Homenajes
La vida de Vaughan es una de las tres historias protagonistas que se cuentan en el libro Hidden Figures (Figuras ocultas), y la película de mismo nombre, sobre el grupo de matemáticas afroamericanas que colaboraron en forma decisiva con los programas Mercury y Apolo de la NASA.
Un satélite ÑuSat de la constelación Aleph lleva su nombre.